# Primera División Profesional de Uruguay 2012-2013
La Primera División Profesional de Uruguay 2012-2013 è stata la 109ª edizione della massima serie del campionato uruguaiano di calcio. Il campionato è iniziato il 25 agosto 2012 e si è concluso il 4 giugno 2013.
Il Peñarol si è laureato campione per la 49ª volta.

## Stagione

### Novità
Al termine della stagione 2011-2012 il Rampla Juniors, il Cerrito e il Rentistas sono stati retrocessi in Segunda División. In loro sostituzione sono stati promossi in Primera División il Central Español, la Juventud e il Progreso.

### Formula
Il campionato si articola in due fasi (Apertura e Clausura), durante le quali le 16 squadre si affrontano una volta sola per un totale di 15 partite per fase.

La prima classificata in ciascuna fase si qualifica alla fase finale per l'assegnazione del titolo.

Al termine delle due fasi le due classifiche vengono accorpate in un'unica classifica comprensiva delle 30 partite giocate. La prima classificata si qualifica alla fase finale per l'assegnazione del titolo. Se una squadra vince entrambe le fasi, è dichiarata campione. Le vincitrici delle due fasi si affrontano in una partita secca di semifinale e la squadra vincente affronterà in finale la squadra capolista della classifica aggregata. La finale si gioca su due incontri; in caso di parità dopo il secondo incontro, si procederà ai tempi supplementari in coda alla seconda gara ed eventualmente ai tiri di rigore. Se la squadra vincitrice della semifinale è la capolista della classifica aggregata, viene dichiarata campione.

La squadra campione si qualifica alla Coppa Libertadores 2014 e alla Coppa Sudamericana 2013.

La squadra vicecampione e la squadra meglio piazzata nella classifica aggregata si qualificano alla Coppa Libertadores 2014.

Si qualificano alla Coppa Sudamericana 2013 la seconda, la terza e la quarta squadra meglio piazzate nella classifica aggregata.

Per le tre retrocessioni si ricorre al promedio: si sommano i risultati conseguiti nella stagione attuale e nella stagione precedente per un totale di 60 partite. Alle squadre neopromosse viene raddoppiato il punteggio della stagione attuale. Le ultime tre classificate vengono retrocesse in Segunda División.

## Squadre partecipanti
| Club                   | Città       | Stadio                                      | Stagione precedente                       |
| ---------------------- | ----------- | ------------------------------------------- | ----------------------------------------- |
| Bella Vista            | Montevideo  | Estadio José Nasazzi                        | 13º posto in Primera División             |
| Central Español        | Montevideo  | Parque Palermo                              | vincitore della Segunda División          |
| Cerro                  | Montevideo  | Estadio Luis Tróccoli                       | 9º posto in Primera División              |
| Cerro Largo            | Melo        | Estadio Arquitecto Antonio Eleuterio Ubilla | 4º posto in Primera División              |
| Danubio                | Montevideo  | Jardines Del Hipódromo                      | 6º posto in Primera División              |
| Defensor Sporting      | Montevideo  | Estadio Luis Franzini                       | 3º posto in Primera División              |
| El Tanque Sisley       | Montevideo  | Estadio Campeones Olímpicos                 | 11º posto in Primera División             |
| Fénix                  | Montevideo  | Estadio Parque Capurro                      | 14º posto in Primera División             |
| Juventud               | Las Piedras | Estadio Parque Artigas Las Piedras          | vicecampione della Segunda División       |
| Liverpool M.           | Montevideo  | Estadio Belvedere                           | 5º posto in Primera División              |
| Mont. Wanderers        | Montevideo  | Parque Alfredo Víctor Viera                 | 8º posto in Primera División              |
| Nacional               | Montevideo  | Estadio Gran Parque Central                 | Campione dell'Uruguay                     |
| Peñarol                | Montevideo  | Estadio Centenario                          | 2º posto in Primera División              |
| Progreso               | Montevideo  | Parque Abraham Paladino                     | vincitore dei playoff di Segunda División |
| Racing Montevideo      | Montevideo  | Estadio Osvaldo Roberto                     | 10º posto in Primera División             |
| River Plate Montevideo | Montevideo  | Parque Federico Omar Saroldi                | 7º posto in Primera División              |

## Torneo di Apertura
Il Torneo di Apertura è iniziato il 25 agosto 2012 e si è concluso il 10 dicembre 2012.

### Classifica
|  | Pos. | Squadra              | Pt | G  | V  | N | P | GF | GS | DR  |
|  | ---- | -------------------- | -- | -- | -- | - | - | -- | -- | --- |
|  | 1.   | Peñarol              | 36 | 15 | 11 | 3 | 1 | 35 | 13 | +22 |
|  | 2.   | Defensor Sporting    | 32 | 15 | 9  | 5 | 1 | 31 | 11 | +20 |
|  | 3.   | Nacional             | 32 | 15 | 10 | 2 | 3 | 29 | 14 | +15 |
|  | 4.   | El Tanque Sisley     | 30 | 15 | 8  | 6 | 1 | 23 | 17 | +6  |
|  | 5.   | River Plate (M)      | 21 | 15 | 5  | 6 | 4 | 21 | 17 | +4  |
|  | 6.   | Fénix                | 21 | 15 | 6  | 3 | 6 | 24 | 24 | 0   |
|  | 7.   | Bella Vista          | 20 | 15 | 6  | 2 | 7 | 13 | 17 | -4  |
|  | 8.   | Montevideo Wanderers | 19 | 15 | 5  | 4 | 6 | 22 | 24 | -2  |
|  | 9.   | Juventud             | 19 | 15 | 5  | 4 | 6 | 13 | 17 | -4  |
|  | 10.  | Cerro                | 18 | 15 | 5  | 3 | 7 | 14 | 17 | −3  |
|  | 11.  | Central Español      | 16 | 15 | 4  | 4 | 7 | 11 | 19 | -8  |
|  | 12.  | Liverpool (M)        | 15 | 15 | 4  | 3 | 8 | 21 | 28 | -7  |
|  | 13.  | Progreso             | 15 | 15 | 4  | 3 | 8 | 17 | 28 | -11 |
|  | 14.  | Racing Montevideo    | 13 | 15 | 3  | 4 | 8 | 17 | 27 | -10 |
|  | 15.  | Cerro Largo          | 12 | 15 | 2  | 6 | 7 | 14 | 20 | -6  |
|  | 16.  | Danubio              | 9  | 15 | 1  | 6 | 8 | 15 | 27 | −12 |

Legenda:

      Ammesso alla fase finale per il titolo
Note:

Tre punti a vittoria, uno a pareggio, zero a sconfitta.
La classifica viene stilata secondo i seguenti criteri:
- Punti conquistati
- Differenza reti generale
- Reti totali realizzate
- Punti negli scontri diretti
- Differenza reti negli scontri diretti
- Reti realizzate negli scontri diretti
- Sorteggio

## Torneo di Clausura
Il Torneo di Clausura è iniziato il 23 febbraio 2013 e si è concluso il 2 giugno 2013.

### Classifica
|  | Pos. | Squadra              | Pt | G  | V | N | P  | GF | GS | DR  |
|  | ---- | -------------------- | -- | -- | - | - | -- | -- | -- | --- |
|  | 1.   | Defensor Sporting    | 31 | 15 | 9 | 4 | 2  | 19 | 9  | +10 |
|  | 2.   | Peñarol              | 30 | 15 | 9 | 3 | 3  | 26 | 8  | +18 |
|  | 3.   | River Plate (M)      | 30 | 15 | 9 | 3 | 3  | 27 | 14 | +13 |
|  | 4.   | Nacional             | 26 | 15 | 7 | 5 | 3  | 23 | 21 | +2  |
|  | 5.   | Danubio              | 26 | 15 | 8 | 2 | 5  | 18 | 16 | +2  |
|  | 6.   | Racing Montevideo    | 24 | 15 | 6 | 6 | 3  | 17 | 13 | +4  |
|  | 7.   | Montevideo Wanderers | 21 | 15 | 6 | 3 | 6  | 19 | 14 | +5  |
|  | 8.   | Juventud             | 21 | 15 | 6 | 3 | 6  | 27 | 32 | -5  |
|  | 9.   | Fénix                | 19 | 15 | 5 | 4 | 6  | 18 | 18 | 0   |
|  | 10.  | El Tanque Sisley     | 18 | 15 | 4 | 6 | 5  | 16 | 17 | −1  |
|  | 11.  | Cerro                | 17 | 15 | 4 | 5 | 6  | 19 | 24 | -5  |
|  | 12.  | Liverpool (M)        | 16 | 15 | 3 | 7 | 5  | 19 | 23 | -4  |
|  | 13.  | Cerro Largo          | 15 | 15 | 4 | 3 | 8  | 17 | 20 | -3  |
|  | 14.  | Progreso             | 13 | 15 | 4 | 1 | 10 | 15 | 28 | -13 |
|  | 15.  | Central Español      | 12 | 15 | 3 | 3 | 9  | 13 | 25 | -12 |
|  | 16.  | Bella Vista          | 10 | 15 | 2 | 4 | 9  | 16 | 27 | −11 |

Legenda:

      Ammesso alla fase finale per il titolo
Note:

Tre punti a vittoria, uno a pareggio, zero a sconfitta.
La classifica viene stilata secondo i seguenti criteri:
- Punti conquistati
- Differenza reti generale
- Reti totali realizzate
- Punti negli scontri diretti
- Differenza reti negli scontri diretti
- Reti realizzate negli scontri diretti
- Sorteggio

## Classifica aggregata
|                    | Pos. | Squadra              | Pt | G  | V  | N  | P  | GF | GS | DR  |
| ------------------ | ---- | -------------------- | -- | -- | -- | -- | -- | -- | -- | --- |
| Uruguay (bandiera) | 1.   | Peñarol              | 66 | 30 | 20 | 6  | 4  | 61 | 21 | +40 |
|                    | 2.   | Defensor Sporting    | 63 | 30 | 18 | 9  | 3  | 50 | 20 | +30 |
|                    | 3.   | Nacional             | 58 | 30 | 17 | 7  | 6  | 52 | 35 | +17 |
|                    | 4.   | River Plate (M)      | 51 | 30 | 14 | 9  | 7  | 48 | 31 | +17 |
|                    | 5.   | El Tanque Sisley     | 48 | 30 | 12 | 12 | 6  | 39 | 34 | +5  |
|                    | 6.   | Montevideo Wanderers | 40 | 30 | 11 | 7  | 12 | 41 | 38 | +3  |
|                    | 7.   | Fénix                | 40 | 30 | 11 | 7  | 12 | 42 | 42 | 0   |
|                    | 8.   | Juventud             | 40 | 30 | 11 | 7  | 12 | 40 | 49 | -9  |
|                    | 9.   | Racing Montevideo    | 37 | 30 | 9  | 10 | 11 | 34 | 40 | -6  |
|                    | 10.  | Cerro                | 35 | 30 | 9  | 8  | 13 | 33 | 41 | −8  |
|                    | 11.  | Danubio              | 35 | 30 | 9  | 8  | 13 | 33 | 43 | −10 |
|                    | 12.  | Liverpool (M)        | 31 | 30 | 7  | 10 | 13 | 40 | 51 | −11 |
|                    | 13.  | Bella Vista          | 30 | 30 | 8  | 6  | 16 | 29 | 44 | -5  |
|                    | 14.  | Central Español      | 28 | 30 | 7  | 7  | 16 | 24 | 44 | -20 |
|                    | 15.  | Progreso             | 28 | 30 | 8  | 4  | 18 | 32 | 56 | -24 |
|                    | 16.  | Cerro Largo          | 27 | 30 | 6  | 9  | 15 | 31 | 40 | −9  |

Legenda:

      ammessa alla Coppa Libertadores 2014 e alla Coppa Sudamericana 2013
      ammesse alla Coppa Libertadores 2014
      ammesse alla Coppa Sudamericana 2013
Note:

Tre punti a vittoria, uno a pareggio, zero a sconfitta.
La classifica viene stilata secondo i seguenti criteri:
- Punti conquistati
- Differenza reti generale
- Reti totali realizzate
- Punti negli scontri diretti
- Differenza reti negli scontri diretti
- Reti realizzate negli scontri diretti
- Sorteggio

## Fase finale
Defensor Sporting e Peñarol si sono qualificate al play-off per il titolo essendo rispettivamente i vincitori del torneo di Apertura e di Clausura; inoltre, il Peñarol si qualifica anche come squadra con il punteggio totale più alto, trovandosi direttamente in finale. Pertanto, se il play-off è vinto dal Peñarol, esso è automaticamente campione d'Uruguay, altrimenti giocherà la finale in doppia sfida con il Defensor Sporting, che risulterebbe il vincitore del play-off iniziale e che si giocherebbe il titolo con la squadra che ha avuto il punteggio aggregato maggiore all'indietro.
| Arbitro: | Martín Vázquez |

|          |           |                       |
| Luna 90’ | Marcatori | 26’, 36’, 80’ Pacheco |

## Retrocessione
|  | Pos. | Squadra              | G  | 2011-12 | 2012-13 | Prom  | Pt  |
|  | ---- | -------------------- | -- | ------- | ------- | ----- | --- |
|  | 1.   | Peñarol              | 60 | 62      | 66      | 2,133 | 128 |
|  | 2.   | Defensor Sporting    | 60 | 62      | 63      | 2,083 | 125 |
|  | 3.   | Nacional             | 60 | 67      | 58      | 2,083 | 125 |
|  | 4.   | River Plate (M)      | 60 | 50      | 51      | 1,683 | 101 |
|  | 5.   | Danubio              | 60 | 52      | 35      | 1,450 | 87  |
|  | 6.   | Liverpool (M)        | 60 | 53      | 31      | 1,400 | 84  |
|  | 7.   | Cerro Largo          | 60 | 54      | 27      | 1,350 | 81  |
|  | 8.   | Montevideo Wanderers | 60 | 41      | 40      | 1,350 | 81  |
|  | 9.   | Juventud             | 30 | -       | 40      | 1,333 | 80  |
|  | 10.  | El Tanque Sisley     | 60 | 31      | 48      | 1,317 | 79  |
|  | 11.  | Cerro                | 60 | 36      | 35      | 1,183 | 71  |
|  | 12.  | Racing Montevideo    | 60 | 34      | 37      | 1,183 | 71  |
|  | 13.  | Fénix                | 60 | 25      | 40      | 1,083 | 65  |
|  | 14.  | Bella Vista          | 60 | 30      | 30      | 1,000 | 60  |
|  | 15.  | Progreso             | 30 | -       | 28      | 0,933 | 56  |
|  | 16.  | Central Español      | 30 | -       | 28      | 0,933 | 56  |

Legenda:

      Retrocesse in Segunda División Profesional de Uruguay 2013-2014

## Statistiche

### Classifica marcatori
| Gol |  |  | Giocatore             | Squadra              |
| --- |  |  | --------------------- | -------------------- |
| 18  |  |  | Juan Manuel Olivera   | Peñarol              |
| 15  |  |  | Líber Quiñones        | Racing Montevideo    |
| 15  |  |  | Maximiliano Rodríguez | Montevideo Wanderers |
| 15  |  |  | Marcelo Zalayeta      | Peñarol              |
| 12  |  |  | Fabián Estoyanoff     | Peñarol              |

## Verdetti
- Peñarol campione dell'Uruguay, ammesso alla Coppa Libertadores 2014 e alla Coppa Sudamericana 2013.
- Defensor Sporting e Nacional ammessi alla Coppa Libertadores 2014.
- River Plate, El Tanque Sisley e Montevideo Wanderers ammessi alla Coppa Sudamericana 2013.
- Bella Vista, Progreso e Central Español retrocessi in Segunda División Profesional de Uruguay.